# Perpetuatio fori
Perpetuatio fori (łac. 'utrwalenie sądu') – zwrot prawniczy używany na określenie zasady, że sąd właściwy do rozpoznania danej sprawy w chwili wszczęcia postępowania, niezależnie od późniejszych zmian podstaw określających jego właściwość, pozostaje właściwy aż do ukończenia postępowania. Zasada ta znajduje swój wyraz w art. 15 Kodeksu postępowania cywilnego. Doznaje ona jednak wyjątku w § 2 art. 193 Kodeksu. Gdy bowiem powód zmienia powództwo w sądzie rejonowym w ten sposób, że występuje z nowym roszczeniem obok pierwotnego, należy przekazać całe zmienione powództwo właściwemu rzeczowo i miejscowo sądowi okręgowemu.
W postępowaniu karnym, jeżeli sąd na rozprawie głównej stwierdza, że nie jest właściwy miejscowo lub że właściwy jest sąd niższego rzędu, może przekazać sprawę innemu sądowi jedynie wtedy, gdy powstaje konieczność odroczenia rozprawy (art. 35 § 2 Kodeksu postępowania karnego).
Zasada ta nie obowiązuje w postępowaniu administracyjnym.